# Sırımlı, Kiraz
Sırımlı là một xã thuộc huyện Kiraz, tỉnh İzmir, Thổ Nhĩ Kỳ. Dân số thời điểm năm 2010 là 622 người.